# Mărgineni (Neamț)
Mărgineni è un comune della Romania di 4 133 abitanti, ubicato nel distretto di Neamț, nella regione storica della Moldavia. 
Il comune è formato dall'unione di 4 villaggi: Hârțești, Hoisești, Itrinești, Mărgineni.